# Conway (Washington)
Pour les articles homonymes, voir Conway.
Conway  est une census-designated place américaine de l'État de Washington dans le comté de Skagit. 
La population était de 91 habitants en 2010.